# Esther Estévez Casado
Esther Estévez Casado   (Verín, 18 de novembre de 1997) és una periodista gallega coneguda per presentar el programa Dígocho eu de la TVG de difusió del bon l'ús de la llengua gallega.

## Trajectòria
Va estudiar Periodisme a la Universitat de Santiago de Compostel·la. Treballa al departament de Temps Real, des del setembre de 2019 a l'Àrea d'Informació de la Televisió de Galícia i des del gener de 2020 presenta Dígocho eu. És un programa diari de curta durada que va començar a emetre's en el web oficial de la TVG i després va passar també a les seves xarxes socials: YouTube, Instagram i TikTok. El 2021 Digocho eu tenia 100.000 seguidors a TikTok. Aquell mateix anys van començar a fer dos directes setmanals en un canal de Twitch.
Des del 18 d'octubre de 2020, Estévez va presentar també el programa Cachadas, un espai setmanal humorístic que recull alguns dels moments més divertits de la programació de la TVG. Ha participat en altres programes de la cadena com són Luar o l'especial del 25 de juliol de 2022.
A partir del maig de 2021, presenta dos programes setmanals de Dígocho eu al Twitch de la CRTVG: el primer, "O reto do #DígochoEu", on realitza entrevistes i proves de llengua amb personatges rellevants de parla gallega; i el segon, "Apuntamento lusófono", en col·laboració amb l'actor portuguès Rodrigo Paganelli, en què intercanvien apreciacions lingüístiques mútues. Més tard, aquests programes es pengen al web i al canal de YouTube corresponents.
El 19 de març de 2022, va rebre el Premi Mestre Mateo a millor comunicador en la 20a edició pel programa Dígocho eu, que al seu torn va obtenir el premi al millor programa de televisió.

## Premis i nominacions

### Premis Mestre Mateo
| Any  | Categoria          | Programa   | Resultat  |
| ---- | ------------------ | ---------- | --------- |
| 2022 | Millor comunicador | Dígocho eu | Guanyador |